# Romanian Investment Fund
Romanian Investment Fund (RIF) este un fond de investiții din Cipru.
În România, dondul RIF deține participații la companiile Policolor și Rolast Pitești.